# Essen
För andra betydelser, se Essen (olika betydelser).
Essen är en kreisfri stad i Tyskland, belägen vid floden Ruhr, omkring 10 kilometer öster om floden Rhen. Den är med cirka 
590 000 invånare den näst största staden i Ruhrområdet och den fjärde största i Nordrhein-Westfalen.
Staden var  Europeisk kulturhuvudstad 2010 tillsammans med städerna Pécs och Istanbul.

## Historia
Essen uppstod i anslutning till ett 845 grundat nunnekloster av Benediktinerorden, som 1275 blev riksomedelbart stift och vars abbedissa hade rang av furstinna. Skyddsfogde för stiftet, som bland annat omfattade städerna Essen och Steel, var från 1648 ställd under kurfursten av Brandenburg som skyddsfogde.
I slutet av 1500-talet och i början av 1600-talet blir Essen en vapensmedja, en titel som staden kommer att identifiera sig med under århundraden där det 300 år senare kommer att stå ”Essen – die Waffenschmiede des Reiches” (rikets vapensmedja) mittemot centralstationen och som först efter andra världskriget ersätts med ”Essen – die Einkaufsstadt” (köpstaden). 1620 tillverkade Essens smedjor 14 000 gevär och pistoler, och staden blev strategiskt intressant. 

### Trettioåriga kriget
Under det trettioåriga kriget står Essen som protestantisk stad mot biskopsstiftet. Maria Clara von Spaur und Vallier hämtar 1623 de katolska spanjorerna till Essen för att genomföra en motreformation mot den protestantiska staden. 1624 införs en lag för återkatoliserande och invånarnas kyrkogång kontrolleras. Staden, inte stiftet, är ansvarig för kost och logi för ockupationstrupperna. 
1629 stormade holländarna staden. Maria Clara flydde den 4 november 1629 till det katolska Köln. På sommaren 1631 kom hon tillbaka, då en bayersk garnison under greve Pappenheim var i staden, men tvingades redan i september samma år lämna Essen igen. Maria Clara dog i Köln 1644. Essen drabbades svårt av kriget – hela tiden fick befolkningen utstå gripanden, bortrövanden och militärtjänsttvång. Även efter Westfaliska freden stannade trupperna i staden; de sista trupperna lämnade Essen den 9 september 1650.

### Industrialisering
Huvudartiklar: Kruppkoncernen och Krupp (industrifamilj)

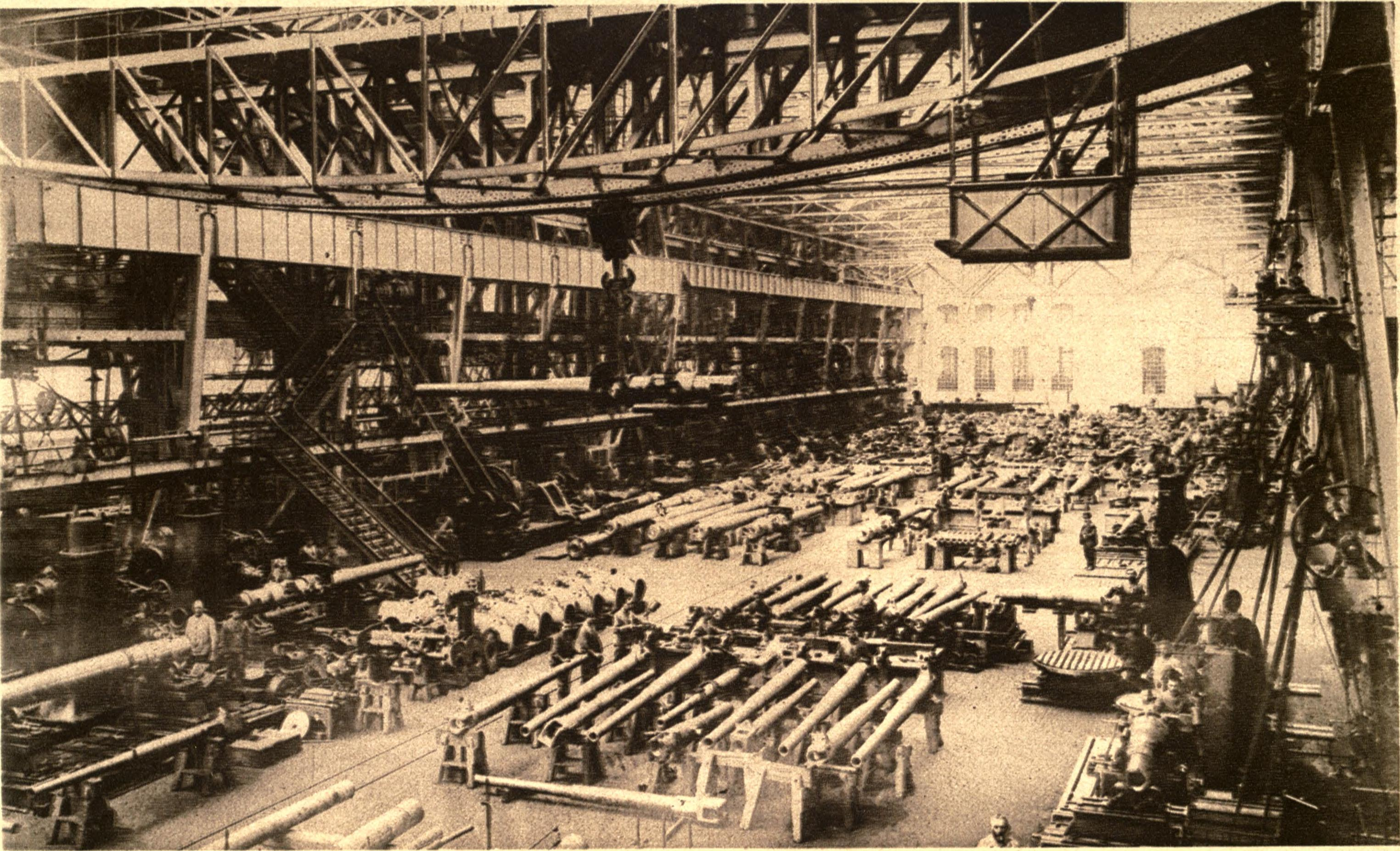
Essen var under århundraden en vapensmedja. Från mindre smedjor till som på bilden Kruppkoncernens stora vapenfabriker.

Essen och Kruppkoncernen har under många år påverkat varandra. Familjen Krupp kom till Essen på 1500-talet och hade flera viktiga uppgifter i staden. Friedrich Krupp startade sin första stålproduktion 1811 och denna skulle under många år ge stadens invånare inkomster, även om affärerna till en början inte gick särskilt bra. Från 1840-talet började den kraftiga befolkningsväxten, som skulle göra Essen till storstad. Kruppkoncernens vapentillverkning gjorde Essen till centrum för Tysklands upprustningar inför de båda världskrigen. 
Kruppverkens behov av arbetskraft var också orsaken till Essens befolkningsökning. Kruppsläktens era ändade 1967 då Alfried Krupp von Bohlen und Halbach dog och hans son Arndt von Bohlen und Halbach avstod från att ta över koncernen.
Industrialisten Friedrich Grillo grundade en teater och ett operahus för den uppåtgående staden 1892. Teatern heter idag fortfarande Grillo-Theater och fungerar idag som stadsteater. Den byggdes i nyklassicistisk stil i stadens centrum och invigdes 1892.

### Essen efter 1945

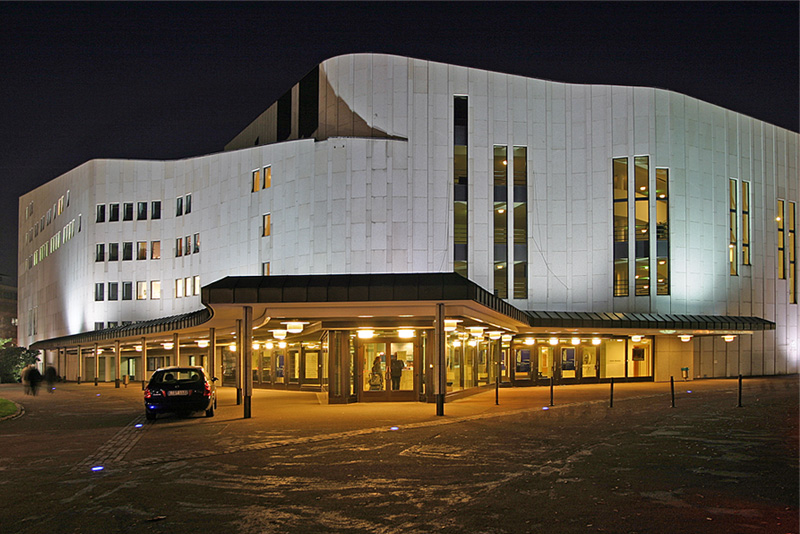
Aalto-Theater.

Essen blev under andra världskriget så gott som totalförstört och av det som fanns kvar försvann det mesta under 1950-talets återuppbyggnad och moderniseringsvåg, varför Essen inte har särdeles mycket att erbjuda av arkitektoniska minnesmärken. En byggnad som utgör en sevärdhet är operan, som ritats av den finländske arkitekten Alvar Aalto. Dessutom finns den gamla synagogan Alte Synagoge, Villa Hügel (tidigare hem för Kruppfamiljen) och Margarethenhöhe.
Essen har från 1960-talet blivit en avfolkningsort – staden har förlorat tjugo procent av sin befolkning. Stadens tidigare så framgångsrika gruv- och verkstadsindustri lades från 1960-talet ner på grund av olönsamhet. Staden drabbades av stor arbetslöshet i samband med de stora nedläggningarna. Essen har drivit igenom stora omstruktureringar för att finna nya lösningar. Under senare år har utflyttningen hejdats, även om problem i befolkningsutvecklingen kvarstår.

## Stadsområden

Essens stadsdelar och stadsområden.

Essen är uppdelat i nio stadsområden (Stadtbezirken) med totalt 50 stadsdelar.

## Demografi
Fram till 1800-talet var Essen en småstad men genom den industriella utvecklingen i Ruhrområdet kom Essen att växa explosionsartat genom stora inflyttningar. Kruppverkens fabriker, kolgruvor och Kokereien behövde tiotusentals arbetare. Essens invånartal översteg 100 000 1896 och därmed blev Essen en av Tysklands storstäder. Redan 1905 hade antalet invånare stigit till 230 000 invånare och 1925 fördubblades sig detta till 470 000 invånare. På 1930-talet nådde man 600 000 invånare. 
Efter en kort men kraftig tillbakagång under andra världskriget växte staden oavbrutet fram till 1962 genom födelseöverskott (fram till 1967) och inflyttningar (fram till 1958). Omräknat till dagens stadsgräns (Kettwig och Burgaltendorf blev först senare en del av Essen) uppnådde man Essens hittills största folkmängd med 749 193 invånare. 
Stängningarna av gruvorna gjorde att tusentals förlorade sina arbeten, vilket först inte märktes så mycket i arbetslöshetstalen, utan desto mer i befolkningsbalansen. Ett ständigt ökande antal människor lämnade staden; under krisåret 1967 gjorde 10 000 sålunda. Sedan dess har folkmängden, med ett kortvarigt uppehåll i början av 1990-talet, kontinuerligt gått tillbaka. Två tredjedelar av befolkningsförlusterna har gått tillbaka på att det dör fler än som föds och resten är avflyttningar.
Den 30 juni 2005 uppgick antalet invånare i Essen till 586 382, vilket räknat från 1962 innebar en befolkningstillbakagång på 20 procent (144 838 personer). Essen har under många år varit delstatens näst största stad (efter Köln) men hade 2009 passerats av både Düsseldorf och Dortmund. Stadens folkmängd låg på 576 259 invånare i slutet av 2009. Antalet invånare har varje år minskat med cirka 2 500–3 000 personer genom dödsfall, trots inflyttningar. Enligt bedömningar av Landesamtes für Statistik (statistikmyndigheten) i Nordrhein-Westfalen beräknas folkmängden i Essen att minska till 539 000 år 2025.
Folkmängden har under de senaste åren utvecklats något positivare än under 1990-talet, då flera tusen människor varje år lämnade staden. Officiella prognoser hade räknat med högre befolkningsförluster än som blivit av. Det finns tecken på att befolkningsförlusterna de kommande 10–15 åren kommer att vara betydligt mindre än som tidigare beräknats. Prognoser tyder på att år 2015 kommer folkmängden uppgå till mellan 546 000 och 565 000 invånare i Essen. 
Åldersstrukturen utmärker sig i Essen jämfört med andra storstäder i Tyskland. Åldrandet hos Essens befolkning mer långtgående; andelen yngre under 18 år är mycket låg och andelen äldre över 60 år ligger redan på omkring 30 procent. De kommande åren beräknas andelen barn och unga att gå något tillbaka. Andelen pensionärer kommer knappt att tillta – andelen över 80 kommer till och med att krympa. Detta är följden av fyra årtionden av minskande födslar och avflyttningar, som nu gör sig tydliga. Den demografiska utvecklingen i Essen förhåller sig därmed 20–25 år före det tyska genomsnittet.  

## Näringsliv

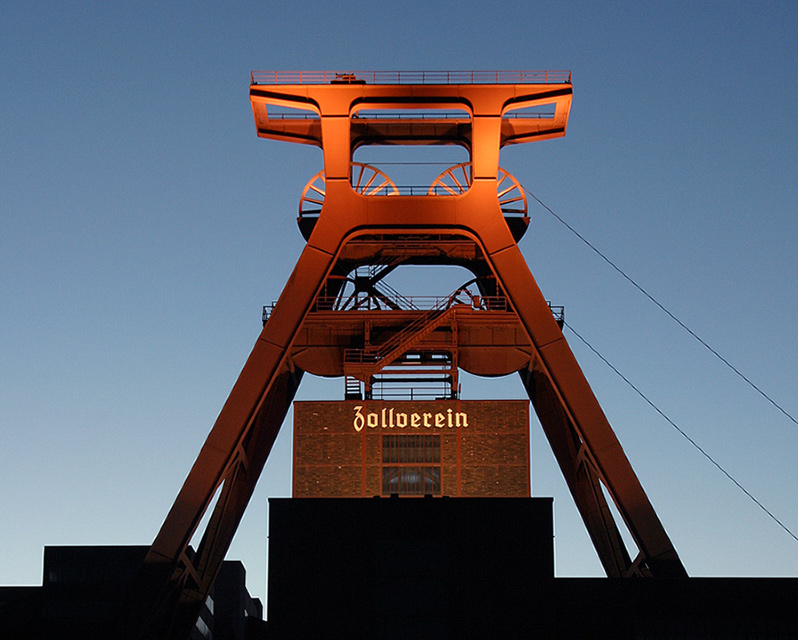
Gruvindustrin har sedan 1960-talet tappat sin dominerade roll i Essen och hela Ruhrområdet. Zeche Zollverein är idag en byggnadsminnesmärkt (världsarv) utställningsplats.

Från att tidigare varit inriktad på tung industri av alla slag, exempelvis i Krupp-verken med sin stål- och verkstadsindustri, är idag områdena energi, varuförsörjning, sjukvård, utbildning och kultur de områdena som är viktiga i Essen. Essen satsar stort på sitt relativt unga universitet som har ett bra internationellt rykte. Detta har lett till att sjukvården i Essen-området har förbättras avsevärt. Idag finns fem av Tysklands 100 bästa sjukhus i Essen. Två av de stora varuhuskedjorna Aldi och Karstadt har sina huvudkontor i Essen.
Essen är huvudort för några av Tysklands största koncerner. Bredvid Tysklands femte största industrikoncern RWE AG och dess dotterbolag RWE Power och RWE Rhein Ruhr har också dess tidigare dotterbolag Hochtief tillsammans med Aldi-Nord, Steag, KarstadtQuelle, RAG Aktiengesellschaft (före detta Ruhrkohle AG) och Eon-Ruhrgas viktiga verksamheter i Essen. WAZ-koncernen, en av Tysklands största mediakoncerner, har sitt huvudkontor i Essen. Coca-Cola Tyskland hade fram till 2003 sitt huvudkontor i Essen innan man flyttade det till Berlin. Skohandlaren Deichmann finns i Borbeck i Essen. Degussa är ett viktigt företag inom kemiindustrin. 
Essen var länge en ”Kruppstad”; en gång i tiden var Kruppkoncernens fabriksområde större än resten av staden. Detta har efter andra världskriget försvunnit och efter fusionen med Thyssen (till Thyssen-Krupp) finns idag bara några dotterbolag i Essen, även om koncernen formellt har kvar sitt säte i Essen. Inom ramen för de omprofileringar som skett i flera städer har Essen koncentrerat sig på energisektorn istället för den tunga industrin med företag som RWE, RAG och Eon-Ruhrgas med dotterbolag som bakgrund. 2006 meddelade ThyssenKrupp att man åter placerar hela sitt huvudkontor i Essen. Den gamla Kruppstaden (Krupp-Stadt) väster från stadskärnan ska bli platsen för ett nytt huvudkontor med en akademi för Thyssen-Krupps kommande ledare.
Essens konferens- och utställningscentrum, Messe Essen, är en viktig faktor för näringslivet i staden. Tillsammans med mindre specialutställningar (IPM, FIBO, Techno-Classica, SPIEL) har försörjningsindustrin dragit sig till Essen med mässor som E-World, Energy & Water, ”Sanitär, Heizung, Klima”. Europas största ungdomsmässa YOU lockar årligen omkring 300 000 besökare. Andra mässor som drar stora skaror besökare är Equitana, en mässa för ridsporten, DEUBAU och Essener Motorshow.

## Idrott

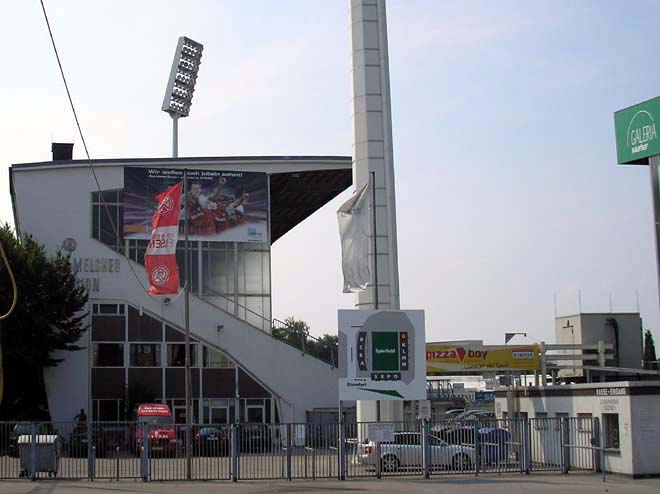
Georg-Melches-Stadion är fotbollslaget Rot-Weiss Essens hemmaplan.

Essens viktigaste fotbollsförening är Rot-Weiss Essen, som fört fram spelare som Helmut Rahn, Willi Lippens, Horst Hrubesch och Frank Mill. Föreningen spelade senaste i Regionalliga Nord, då den tredje högsta divisionen i Tyskland, men gick upp i 2. Bundesliga 2006/2007. Hemmamatcherna spelas på Georg-Melches Stadion på Hafenstrasse. Publiksnittet låg säsongen 2005/2006 på 12 291 personer. 
Den nästa största idrottsföreningen i Essen är TUSEM Essen, som ett flertal gånger blivit tyska mästare, tyska cupmästare och europacupsegrare i handboll. Efter segern i Europacupen förlorade klubben licensen för Bundesliga och åkte ner i Regionalliga 2005. En makalös säsong med endast en förlorad poäng gjorde att man gick upp i 2. Bundesliga. 
Sedan 1960-talet har Essen en ishockeytradition och sedan 1994 spelar ESC Moskitos Essen i de tyska proffsligorna. Idag spelar föreningen i 2. Eishockey-Bundesliga. En annan förening av betydelse är Schwarz-Weiss Essen som blev tyska cupmästare i fotboll 1959 och som idag spelar i Oberliga Nordrhein. Landslagsmålvakten Jens Lehmann har spelat i klubben liksom landslagsanfallaren Oliver Bierhoff. Det största löpningsevenemanget är Karstadts RuhrMarathon som 2004 och 2005 hade sitt mål i Essen. Sedan 1963 hålls också Tysklands äldsta oavbrutet genomförda maraton, Rund um den Baldeneysee.

## Stadsvapen

Essens vapen

Essens stadsvapen utmärker sig heraldiskt då det består av två vapensköldar, ett så kallat alliansvapen. Dessa ska vanligen slås samman i ett och samma vapen, men inte i Essens fall. Essens vapen visar alltså två separata sköldar under en furstlig krona. I den vänstra skölden finns den tyska dubbelörnen på gyllene botten (utan spira och riksäpple), och på den högra ett gyllene svärd på blå botten. Kronan är även den oheraldisk, då den kommer från Essens tid som furstendöme – egentligen ska Essen som stad använda en murkrona. 
Det nuvarande utseendet på stadsvapnet skapades av Berlinmålaren Emil Doepler 1887 och drevs igenom av staden trots motstånd från heraldiker. En version med korrekt heraldik hälsar de besökare som lämnar järnvägsstationen i riktning mot staden på hotellet Handelshof mittemot stationen. Detta vapen har en delad sköld och en mur istället för furstekrona. 

## Utbildning
En renommerad högre utbildningsplats är högskolan Folkwang Hochschule i stadsdelen Werden. Den grundades 1927 som en interdisciplinär konsthögskola. 1920 togs namnet Folkwang. 1972 blev skolan under starka protester en del av Universität-Gesamthochschule Essens ämnesområde 4 (Fachbereich 4). Redan 1963 hade Folkwang Schule für Musik fått statusen som högskola i delstaten.
Universität-Gesamthochschule Essen grundades 1972 då den pedagogiska högskolan, flera ingenjörsskolor, de högre yrkesskolorna för socialarbete och ekonomi och Klinikum Essen integrerades. 2003 skedde en fusion med Duisburgs universitet till dagens Universität Duisburg-Essen. FOM (Fachhochschule für Oekonomie & Management) började sin verksamhet 1994–1995. 2005 startade Zollverein-School of Design and Management sin verksamhet på världskulturarvet Zollvereins område i stadsdelen Katernberg. 

## Media
I Essen har WDR en lokalstation. Här produceras och sänds lokalprogram för den mellersta delen av Ruhrområdet. De regionala tidningarna Westdeutsche Allgemeine Zeitung (WAZ) och Neue Ruhr-Zeitung (NRZ) ges båda ut av WAZ-koncernen.

## Kommunikation
- Essens stadsbana

## Sevärdheter

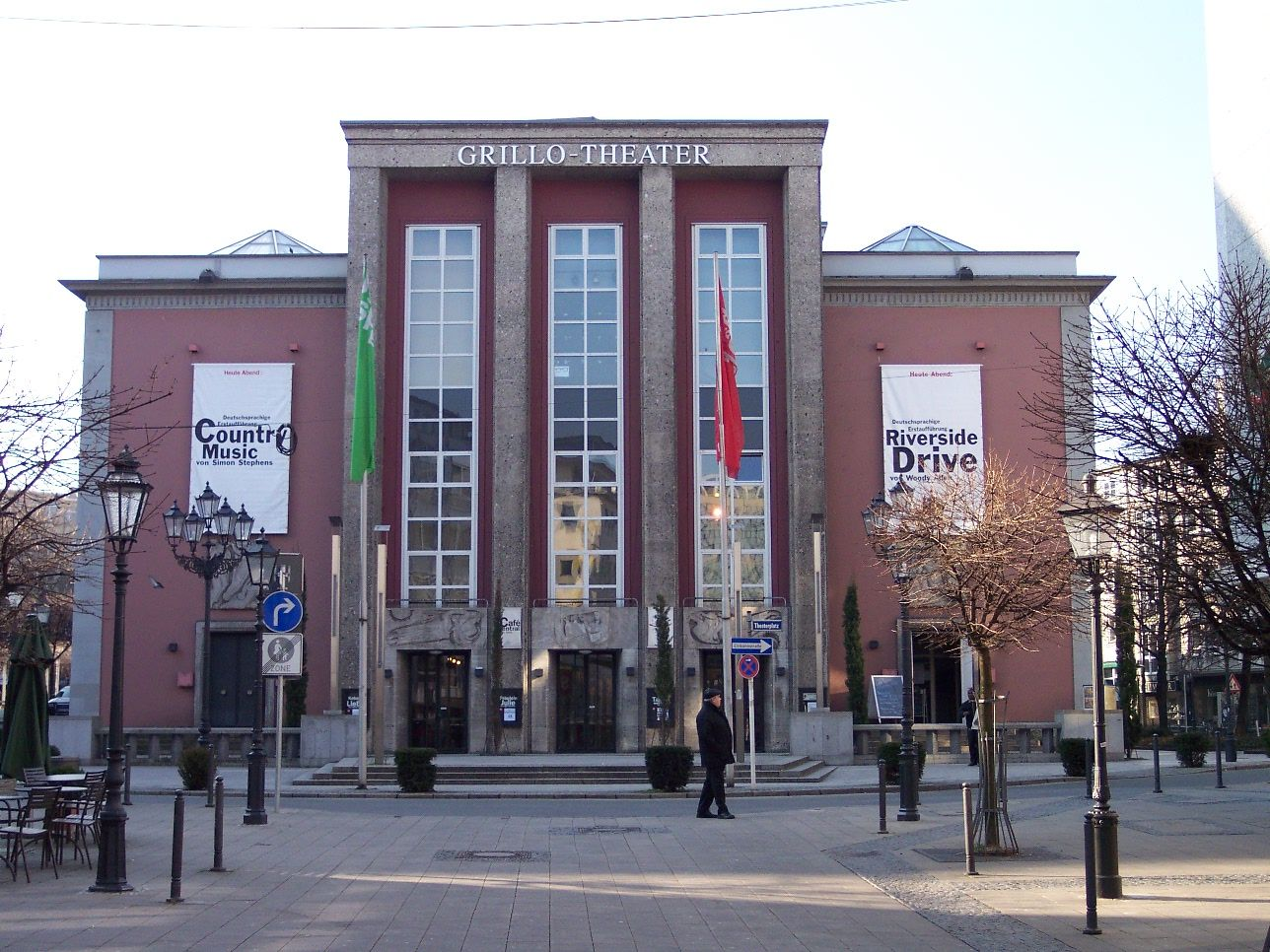
Grillo-teatern

- Villa Hügel
- Grillo Theater
- Margarethenhöhe
- Museum Folkwang
- Zeche Zollverein

## Personligheter
- Helmut Rahn
- Bertha Krupp von Bohlen und Halbach
- Alfried Krupp von Bohlen und Halbach
- Alfred Krupp
- Karl Albrecht
- Theo Albrecht
- Gustav Heinemann
- Alfred Herrhausen
- Otto Rehhagel
- Peter Antoine

## Vänorter
Essen har följande vänorter:
- Changzhou, Kina
- Grenoble, Frankrike
- Nizjnij Novgorod, Ryssland
- Sunderland, Storbritannien
- Tammerfors, Finland
- Tel Aviv, Israel
- Zabrze, Polen